# Миронов, Герман Севирович
Герман Севирович Миронов (1935—2008) — советский и российский химик-органик, ректор Ярославского государственного университета имени П. Г. Демидова (1983—2005).

## Биография
Родился в Ярославле 9 октября 1935 года в семье начальника цеха и домохозяйки. В 1953 году окончил среднюю школу № 40, в 1958 году — Ярославский технологический институт с красным дипломом. Работал по распределению в Воронежском филиале института «Гидрокаучук».
В 1959 году поступил в аспирантуру Ярославского технологического института на кафедру основного органического синтеза. В 1963 году защитил кандидатскую диссертацию, с 1966 года доцент; в 1971 году защитил докторскую диссертацию, с 1972 года профессор.
В 1972—1983 годах проректор по научной работе Ярославского политехнического института,
В 1972—1993 годах заведующий кафедрой органической химии.
В 1987 году получил Золотую медаль ВДНХ СССР.
В 1983—2005 годах ректор Ярославского государственного университета имени П. Г. Демидова.
Автор 4 монографий, более 500 научных статей, около 200 авторских свидетельств на изобретения. Под его руководством защищено 10 докторских и более 40 кандидатских диссертаций.
Заслуженный деятель науки и техники РСФСР (1985). Соросовский профессор (1995). Премия Правительства Российской Федерации в области науки и техники (2006). Член редколлегии журнала «Известия вузов. Химия и химическая технология». Неоднократно избирался депутатом районного, городского и областного Советов народных депутатов, муниципалитета города Ярославля. Награждён орденами Почёта (1995) и Дружбы (2005), многими медалями, в том числе Золотой медалью ВДНХ (1983). Почётный работник высшего профессионального образования Российской Федерации.
Умер в Ярославле 3 августа 2008 года, похоронен на Игнатовском кладбище.

## Сочинения
- Теория химических реакций и процессов органического синтеза. — Ярославль: Яросл. технолог. ин-т, 1973. — 161 с.
- Курс органической химии для биологов и экологов: Учеб.пособие для вузов / Г. С. Миронов, В. А. Орлов, А. Д. Котов. — Ярославль: М-во образования РФ, Ярославский гос. ун-т им. П. Г. Демидова, 2001. — 156 с.
- Синтез α,β — ненасыщенных кетонов / Г. С. Миронов, М. И. Фарберов, И. М. Орлова // Журнал прикладной химии. — 1963. — Т. 36, № 3.
- Технический синтез карбонильных мономеров на основе реакции Манниха / Г. С. Миронов, М. И. Фарберов // Доклады АН СССР. — 1963. — Т. 148, № 5.